# روزی روزگاری جادوگری بود
روزی روزگاری جادوگری بود (به هندی: Ek Thi Daayan) فیلمی در ژانر هیجانی و فراطبیعی محصول سال ۲۰۱۳ و به کارگردانی کانن آیر است. در این فیلم بازیگرانی همچون عمران هاشمی، هما قریشی، کونکونا سن شارما، کالکی کوچلین، پاوان مالهوترا، سارا آرجون ایفای نقش کرده‌اند. این فیلم اقتباسی از داستان کوتاه سفرهای موبیوس اثر موکول شارما است که در ۱۹ آوریل ۲۰۱۳ اکران شد، فیلم فروش موفقی در گیشه داشت و با نظر مثبت منتقدان همراه بود. کونکونا سن شارما برای بازی در این فیلم در پنجاه‌ونمهین جشنواره جوایز فیلم‌فیر برنده جایزه بهترین بازیگر نقش مکمل زن شد.
داستان این فیلم دربارهٔ یک شعبده‌باز معروف و محبوب است که روحش توسط یک جادوگر شرور تسخیر می‌شود.

## بازیگران
- عمران هاشمی در نقش ببو
- هما قریشی در نقش تامرا
- کونکونا سن شارما در نقش دیانا
- کالکی کوچلین در نقش لیزا دات
- پاوان مالهوترا در نقش آقای متهور (پدر ببو)
- راجاتوا داتا در نقش روان‌پزشک ببو
- باوش بالچاندنی در نقش زوبین
- ویشش تیواری در نقش کودکی ببو
- سارا آرجون در نقش ایشا